# سام روبرتس
سام روبرتس (بالإنجليزية: Sam Roberts) (و. 1974  م) هو مغن مؤلف، ومغني، وكاتب أغاني كندي، ولد في ويسماونت، كيبك.
.

## التعليم
تعلم في جامعة مكغيل.

## وصلات خارجية
- سام روبرتس على موقع IMDb (الإنجليزية)
- سام روبرتس على موقع ميوزك برينز (الإنجليزية)
- سام روبرتس على موقع ميوزك برينز (الإنجليزية)
- سام روبرتس على موقع إن إن دي بي (الإنجليزية)
- سام روبرتس على موقع أول ميوزيك (الإنجليزية)
- سام روبرتس على موقع ديسكوغز (الإنجليزية)
- سام روبرتس على موقع قاعدة بيانات الفيلم (الإنجليزية)
- سام روبرتس في قاعدة بيانات الأفلام على الإنترنت